# Khadia beswickii
Khadia beswickii är en isörtsväxtart som först beskrevs av L. Bol., och fick sitt nu gällande namn av Nicholas Edward Brown. Khadia beswickii ingår i släktet Khadia och familjen isörtsväxter. Inga underarter finns listade i Catalogue of Life.